# I Want It That Way
I Want It That Way (englisch für „Ich will es auf diesem Weg“ / „Ich möchte es so“) ist ein Lied der US-amerikanischen Gesangstruppe Backstreet Boys aus dem Jahr 1999.

## Entstehung und Veröffentlichung
Musik und Text stammen von Andreas Carlsson und Max Martin. Martin war darüber hinaus mit Kristian Lundin für die Produktion zuständig.
Das Lied erschien beim Musiklabel Jive Records als erste Singleauskopplung ihres dritten Studioalbums Millennium mit den Titeln I’ll Be There for You und My Heart Stays With You als B-Seiten.
Der Text des Liedes ergibt keinen richtigen Sinn, das erklärt Andreas Carlsson in einem Interview:

„Als Max [Max Martin] die ursprüngliche Idee für den Song hatte, gab es bereits die Zeile „you are my fire, the one desire“. Wir haben eine Million verschiedene Variationen der zweiten Strophe ausprobiert, und schließlich mussten wir zu dem zurückkehren, was so toll klang, „you are my fire, the one desire“. Und dann änderten wir es in „am I your fire, your one desire“, was in Kombination mit dem Refrain absolut keinen Sinn machte – aber jeder liebte es!“

Das Lied wurde im Studio Cheiron-Studio in Stockholm aufgenommen, wo auch schon Musiker wie Britney Spears, oder Westlife ihre Lieder produziert haben.
Das Musikvideo für I Want It That Way wurde im Los Angeles International Airport gedreht und von der Produktionsfirma A Band Apart produziert.
Im Musikvideo geht die Band mit wechselnden Outfits durch das Flughafengebäude.
Die Szenerie wechselt zwischen einer großen leeren Halle, dem Eingang des Flughafens und dem Einsteigen in eine Boeing 727.
Im August 2023 flammte das Lied in neuem Licht auf, nachdem die Fast-Food-Kette McDonald’s das Lied für seinen neuen Werbeslogan für den Big Mac verwendete.

## Kommerzieller Erfolg

### Chartplatzierungen
| ChartsChartplatzierungen       | Höchstplatzierung | Wochen |
| ------------------------------ | ----------------- | ------ |
| Deutschland (GfK)              | 1 (17 Wo.)        | 17     |
| Österreich (Ö3)                | 1 (13 Wo.)        | 13     |
| Schweiz (IFPI)                 | 1 (18 Wo.)        | 18     |
| Vereinigte Staaten (Billboard) | 6 (31 Wo.)        | 31     |
| Vereinigtes Königreich (OCC)   | 1 (14 Wo.)        | 14     |

| ChartsJahrescharts (1999)      | Platzierung |
| ------------------------------ | ----------- |
| Deutschland (GfK)              | 14          |
| Österreich (Ö3)                | 19          |
| Schweiz (IFPI)                 | 7           |
| Vereinigte Staaten (Billboard) | 15          |
| Vereinigtes Königreich (OCC)   | 35          |

### Auszeichnungen für Musikverkäufe
| Land/Region                  | Auszeichnungen für Musikverkäufe (Land/Region, Auszeichnung, Verkäufe) | Verkäufe  |
| ---------------------------- | ---------------------------------------------------------------------- | --------- |
| Australien (ARIA)            | 5× Platin                                                              | 350.000   |
| Belgien (BRMA)               | Platin                                                                 | 50.000    |
| Brasilien (PMB)              | 2× Platin                                                              | 120.000   |
| Dänemark (IFPI)              | 3× Platin                                                              | 270.000   |
| Deutschland (BVMI)           | 3× Gold                                                                | 900.000   |
| Finnland (IFPI)              | —                                                                      | 31.000    |
| Italien (FIMI)               | Platin                                                                 | 70.000    |
| Japan (RIAJ)                 | 2× Platin (Digital) · + 3× Platin (Ringtone)                           | 1.250.000 |
| Kanada (MC)                  | 9× Platin                                                              | 720.000   |
| Neuseeland (RMNZ)            | 5× Platin                                                              | 150.000   |
| Niederlande (NVPI)           | Gold                                                                   | 50.000    |
| Österreich (IFPI)            | Gold                                                                   | 25.000    |
| Portugal (AFP)               | Platin                                                                 | 10.000    |
| Schweden (IFPI)              | 2× Platin                                                              | 60.000    |
| Schweiz (IFPI)               | Gold                                                                   | 25.000    |
| Spanien (Promusicae)         | 2× Platin                                                              | 120.000   |
| Vereinigte Staaten (RIAA)    | 3× Platin                                                              | 3.000.000 |
| Vereinigtes Königreich (BPI) | 3× Platin                                                              | 1.800.000 |
| Insgesamt                    | 4× Gold · 43× Platin ·                                                 | 8.941.000 |

Hauptartikel: Backstreet Boys/Auszeichnungen für Musikverkäufe